# Prosimulium tridentatum
Prosimulium tridentatum är en tvåvingeart som beskrevs av Rubtsov 1940. Prosimulium tridentatum ingår i släktet Prosimulium och familjen knott. Inga underarter finns listade i Catalogue of Life.